# Clásica de Almería 2010
La XXVº edición de la Clásica de Almería se disputó el domingo 28 de febrero de 2010, por un circuito por la provincia de Almería con inicio y final en Almería, sobre un trazado de 176 km. 
La prueba perteneció al UCI Europe Tour de los Circuitos Continentales UCI, dentro de la categoría 1.1.
Participaron 13 equipos. 2 equipos españoles de categoría UCI ProTour (Caisse d'Epargne y Euskaltel-Euskadi); los 2 de categoría Profesional Continental (Andalucía-Cajasur y Xacobeo Galicia) y 1 de categoría  Continental (Orbea). En cuanto a representación extranjera, estuvieron 8 equipos: los UCI ProTour del Rabobank, Sky Professional Cycling Team, Team HTC-Columbia, Omega Pharma-Lotto y Team Milram; y los Profesionales Continentales del Cervélo Test Team, Vacansoleil y CCC Polsat Polkowice. Fonmando así un pelotón de 98 ciclistas, con 8 corredores cada equipo (excepto el Sky y Omega Pharma-Lotto que salieron con 6 y el HTC Columbia y Vacansoleil que salieron con 7), de los que acabaron 91, con 90 clasificados tras la descalificación de Alejandro Valverde a causa del Caso Valverde.
El ganador final fue Theo Bos tras ganar en el sprint al gran favorito: Mark Cavendish, finalmente segundo. Completó el podio Graeme Brown, tercero en el mencionado sprint.
En las clasificaciones secundarias se impusieron Michał Gołaś (montaña), José Iván Gutiérrez (metas volantes), Luis Pasamontes (sprints especiales) y Cervélo (equipos).

## Clasificación final
| \| Posición \| Ciclista \| Equipo \| Tiempo \| \| -------- \| ----------------------- \| ------------------ \| --------------- \| \| 1. \| Theo Bos \| Cervélo \| 4 h 22 min 53 s \| \| 2. \| Mark Cavendish \| HTC-Columbia \| m.t. \| \| 3. \| Graeme Brown \| Rabobank \| m.t. \| \| 4. \| Luis León Sánchez \| Caisse d'Epargne \| m.t. \| \| 5. \| Davide Apollonio \| Cervélo \| m.t. \| \| 6. \| Michał Gołaś \| Vacansoleil \| m.t. \| \| 7. \| Jorge Martín Montenegro \| Andalucía-CajaSur \| m.t. \| \| 8. \| Daniel Moreno \| Omega Pharma-Lotto \| m.t. \| \| 9. \| Rubén Pérez \| Euskaltel-Euskadi \| m.t. \| \| 10. \| Jan Bakelants \| Omega Pharma-Lotto \| m.t. \| |                         |                    |                 |
| Posición | Ciclista                | Equipo             | Tiempo          |
| 1. | Theo Bos                | Cervélo            | 4 h 22 min 53 s |
| 2. | Mark Cavendish          | HTC-Columbia       | m.t.            |
| 3. | Graeme Brown            | Rabobank           | m.t.            |
| 4. | Luis León Sánchez       | Caisse d'Epargne   | m.t.            |
| 5. | Davide Apollonio        | Cervélo            | m.t.            |
| 6. | Michał Gołaś            | Vacansoleil        | m.t.            |
| 7. | Jorge Martín Montenegro | Andalucía-CajaSur  | m.t.            |
| 8. | Daniel Moreno           | Omega Pharma-Lotto | m.t.            |
| 9. | Rubén Pérez             | Euskaltel-Euskadi  | m.t.            |
| 10. | Jan Bakelants           | Omega Pharma-Lotto | m.t.            |